# Antonín Gondolán
Antonín Gondolán (* 13. června 1942 Brutovce) je romský hudebník, kontrabasista, hudební skladatel a zpěvák, vůdčí člen známé hudebnické rodiny sourozenců Gondolánových. Působí také jako člen Rady vlády České republiky pro záležitosti romské menšiny.

## Život
V patnácti letech začal hrát s orchestrem Gustava Broma na kontrabas a navštěvovat Státní konzervatoř v Brně. Přestoupil na Státní konzervatoř do Prahy (prof. Pošta) a dostal angažmá v divadle Semafor. Dále 10 let spolupracoval s Karlem Gottem a orchestrem Ladislava Štaidla. Po zájezdu do Ameriky založil skupinu Bratří Gondolánů. Vystupoval s Helenou Vondráčkovou, Karlem Gottem, Waldemarem Matuškou, Karlem Černochem a dalšími. Psal vlastní skladby, které nejčastěji otextovali Eduard Krečmar, Pavel Rada nebo Pavel Vrba. Gramofonových nahrávek písně Čekej a neplakej se prodalo 150 tisíc desek. Po několika letech se skupina rozpadla a sestra Věra s bratry odešli do světa. Vrátili se až po sametové revoluci a skupinu obnovili.
Antonín Gondolán neúspěšně kandidoval v senátních volbách roku 2004 na Praze 10 jako nestraník na kandidátce Nezávislých. V komunálních volbách v roce 2018 kandidoval do Zastupitelstva hlavního města Prahy jako lídr Romské demokratické strany a tudíž byl i kandidátem této strany na post primátora města. Strana se však do zastupitelstva nedostala.

## Rodina
- Věra Gondolánová (1954 Brutovce–21. ledna 2021) byla Antonínova sestra a členka jeho skupiny, významná zpěvačka jazzu, spirituálů a romské etnické hudby. Nazpívala například několik duetů s Karlem Gottem.[4] Přes 10 let zpívala s orchestrem Melody Makers Ondřeje Havelky. Nahrávky jejích písní se dochovaly v angličtině, v češtině a v romštině.
- Synovec Filip Gondolán je rovněž úspěšný hudebník, hudební skladatel a zpěvák.